# Atheta spatuloides
Atheta spatuloides är en skalbaggsart som beskrevs av Benick 1939. Atheta spatuloides ingår i släktet Atheta, och familjen kortvingar. Arten är reproducerande i Sverige.